# Paul Vossiek
Paul Vossiek (* 16. Juli 2001 in Hildesheim) ist ein deutscher Politiker. Seit 2023 ist er Bundesvorsitzender der Partei Liberale Demokraten.

## Leben
Vossiek wuchs ab 2011 in Fürth auf und legte 2019 am dortigen Hardenberg-Gymnasium das Abitur ab. Seit 2019 studiert er Elektrotechnik, Informationstechnik und Technische Informatik an der RWTH Aachen.

## Politik
Seit Oktober 2019 ist Vossiek Mitglied der Liberalen Demokraten. 2020 wurde er zum stellvertretenden Vorsitzenden des Landesverbandes Nordrhein-Westfalen und zum stellvertretenden Bundesvorsitzenden seiner Partei gewählt. Von 2021 bis 2022 war er Landesvorsitzender der LD in Nordrhein-Westfalen. 2022 wurde er zum Generalsekretär der Bundespartei gewählt. Bei der Landtagswahl in Nordrhein-Westfalen 2022 kandidierte er erfolglos im Landtagswahlkreis Aachen I. Im Jahr 2023 wurde er zum Bundesvorsitzenden seiner Partei gewählt.

## Einzelnachweis
1. ↑  Kandidatencheck, Landtagswahl 2022, Paul Vossiek, Liberale Demokraten, nicht gewält. In: wdr.de. Abgerufen am 24. Oktober 2024.

| Personendaten    | Personendaten            |
| ---------------- | ------------------------ |
| NAME             | Vossiek, Paul            |
| KURZBESCHREIBUNG | deutscher Politiker (LD) |
| GEBURTSDATUM     | 16. Juli 2001            |
| GEBURTSORT       | Hildesheim               |